# Репозиан

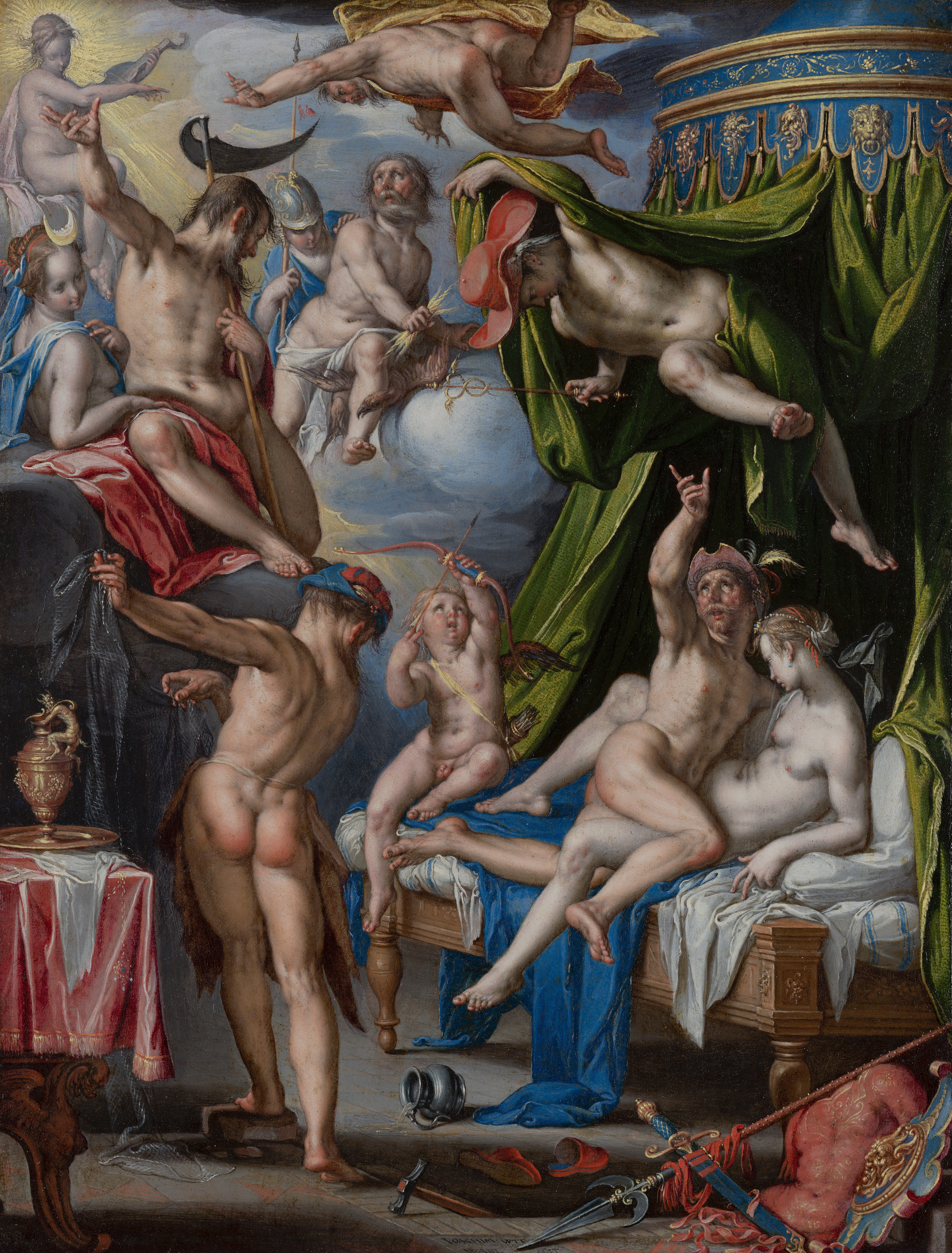
Иоахим Эйтевал. Марс и Венера, удивлённые появлением Вулкана. 1600—1610. Маурицхёйс, Гаага

Репозиан (лат. Reposianus) — древнеримский поэт, живший около 300 г. после Рождества Христова.
Под его именем сохранилось стихотворение «De concubitu Martis et Veneris», (182 гекзаметра) повествующее о прелюбодеянии Марса и Венеры. Венера явилась первая и до прибытия бога войны принимает разные грациозные позы, живописно изображенные поэтом. Затем приходит Марс, представленный довольно грубым и неотесанным. Пока Венера и Марс предаются восторгам любви, Купидон шалит с оружием бога войны, украшает его цветами и сравнивает со своим оружием. Между тем Аполлон сообщает о любовном свидании мужу Венеры — Вулкану, и тот ловит любовников своей чудесной сетью, из которой они не могут выбраться.
На этом стихотворение обрывается, вероятно оно представляет собой отрывок из большого эпоса о любовных похождениях богов и богинь. Особенно бросается в глаза постоянное вмешательство автора в рассказ. Версия легенды, изложенная Репозионом в стихотворении интересна маньеризмом — детальным описанием места, где происходит любовная встреча.

## Источник
- Репозион // Энциклопедический словарь Брокгауза и Ефрона : в 86 т. (82 т. и 4 доп.). — СПб., 1890—1907.